# Elisabetta Viviani
Elisabetta Viviani (Milão, 4 de outubro de 1953) é uma cantora, atriz e apresentadora de televisão italiana, que virou conhecida por ter sido a cantora da banda sonora italiana do anime Heidi.
Heidi, os cabritos te dizem tchau...— 
Heidi, le caprette ti fanno ciao...

## Biografia
Nascida em Milão em 1953, começou sua carreira em 1962 ainda criança, desempenhando pequenos papéis nos Caroselli Rai e, desde os sete anos, frequentou a escola de balé milanesa de Luciana Novaro.
Na mesma epoca, aprendeu a tocar violão e se matriculou na Accademia dei Filodrammatici em Milão.
Nesse tempo, começou a emprestar sua imagem a alguns comerciais de televisão afortunados, incluindo os de Sole Bianco, para os quais gravou a música Susanna verso il sole e Invernizzi.
Mas é 1978 o ano do successo, graças ao anime Heidi, de que ela canta a banda sonora, e que vende um milhão e meio de cópias. A canção, pelas letras de Franco Migliacci, música de Christian Bruhn e coro de Baba Yaga, foi o tema italiano do famoso anime japonês, dirigido por Isao Takahata, a ser transmitido na RAI.
No ano seguinte, 1979, Elisabetta interpreta La banda dei cinque, a banda do programa homônimo de crime para meninos.
O produtor cinematográfico Mario Cecchi Gori, em 1981 propôs-lhe um papel no filme de sucesso Asso, no qual interpretou Carolina, ao lado de Adriano Celentano e Edwige Fenech.
Em 1982 Elisabetta vai aparecer, pela única vez, no Festival de Sanremo com a canção C'è, de Balducci, chegando na sexta posição.
Em 1990 começou sua colaboração com a Fininvest.
Em 2015, com o cantor e compositor Dario Baldan Bembo e o ator Franco Romeo encenou um recital sobre a vida do papa Francisco com a música do próprio Baldan Bembo e com o texto de Adriano Bonfanti e Gigi Reggi, intitulado Il primo a chiamarsi Francesco.
Em 2017 lançou o álbum Le donne della mia età (As mulheres de minh idade), que contém dez canções inéditas compostas e produzidas por Claudio Damiani.
Há dez anos apresenta o musical Bimbofestival, que se realiza em Milão numa única noite e do qual participam crianças dos 5 aos 12 anos. Realiza uma intensa atividade noturna como cantora-apresentadora. Elisabetta Viviani também é pintora.

## Familia
Em 1 de setembro de 1977, Elisabetta virou mãe de sua única filha Nicole, filha de Gianni Rivera.

## Outras atividades
Em fevereiro de 2007 ela se tornou voluntária de ambulância voluntária da Cruz Branca no Centro de Milão e foi certificada em outubro de 2008 em 118. A atividade continuou por 10 anos até o Natal de 2018. 

## Discografia
- 1995 - Semplicemente canzoni
- 2000 - Un tuffo nel mar Disney
- 2002 - Un film...una canzone
- 2004 - Le favole si possono cambiare
- 2006 - Un Natale di neve
- 2008 - Panta rei (tutto scorre)
- 2012 - Magico Natale
- 2013 - Favolando
- 2013 - Un Natale da favola
- 2015 - Il Natale dei bambini
- 2017 - Elisabetta Viviani per Donnein Quota
- 2017 - Le donne della mia età

## Filmografia

### Cinema
- Asso, dir. de Castellano e Pipolo (1981)
- Sexy shop, dir. de Maria Erica Pacileo e Fernando Maraghini (2014)

### Televisão
- No, No, Nanette (Rai 1, 1974)
- La donna serpente  (Rai 1, 1976, film TV)
- Il mostro turchino  (Rai 1, 1976, film TV)
- Valentina, una ragazza che ha fretta, dir. de Vito Molinari (Rai 1, 1977, film TV)
- La pulce nell'orecchio de Georges Feydeau, dir. de Vito Molinari (Rai 1, 1983)
- La moglie ingenua e il marito malato de Achille Campanile (Rai 1, 1985)
- Passioni (Rai 1, 1989, serie televisiva)
- In crociera (Rete 4, 1999, serie televisiva)